# Martí Sas i Masip
Martí Sas i Masip   (la Palma d'Ebre, 8 de setembre de 1926 - monestir de Montserrat, 30 d'abril de 2022), de nom de naixement Carles, va ser un monjo benedictí i sastre català del Monestir de Montserrat.
Va entrar al Monestir de Montserrat a fer el noviciat el 1958. Va ser el darrer en entrar com a germà i no per a ser sacerdot, i va fer la professió solemne el 1964. Com encarregat de la sastreria del monestir, va renovar la roba litúrgica i va fer les túniques dels concelebrants.
A la dècada del 1970 va impulsar la restauració de la capella de Sant Dimes de Montserrat, que havia estat reconstruïda el 1893 però havia quedat abandonada fins aquell moment. Hi va anar a pregar estones i dies sencers fins més enllà dels 90 anys. En el moment de la seva mort, amb 95 anys, era el més gran del monestir.